# Anna Viktorovna Vjahireva
Anna Viktorovna Vjahireva cirill betűkkel: Анна Викторовна Вяхирева (Volgográd, 1995. március 13. –) olimpiai bajnok, Bajnokok Ligája-győztes orosz kézilabdázó, jobbátlövő.
Nővére, Polina Kuznyecova szintén orosz válogatott kézilabdázó, akivel együtt lettek olimpiai bajnokok 2016-ban.

## Pályafutása

### Klubcsapatokban
Anna Vjahireva Volgográdban született, de nem sokkal később családja Toljattyiba költözött. Hatévesen kezdett el ismerkedni a kézilabda alapjaival, kezdetekben édesapja volt az edzője. A Zvezda Zvenyigorodban kezdett felnőtt szinten kézilabdázni, rögtön első szezonjától nemzetközi kupamérkőzéseken is szerepet kapott. 2014-ben a Zvezdával eljutott a Kupagyőztesek Európa-kupájának döntőjébe, ahol a dán Viborgtól szenvedtek kettős vereséget. 2016-ban a GK Asztrahanocskával, majd 2017-ben és 2018-ban a Rosztov-Donnal is megnyerte az orosz bajnokságot. 2017-ben EHF-kupa-győztes lett, bár a negyeddöntő után sérülés miatt nem játszhatott. 2019-ben a Rosztov a Győri Audi ETO ellen a Bajnokok Ligája döntőjébe is pályára léphetett. A találkozót a magyar csapat nyerte 25–24-re. A koronavírus-járvány miatt félbeszakított 2019-2020-as szezonban is aranyérmes lett a bajnokságban a Rosztovval és az azt megelőző három idényhez hasonlóan az orosz élvonalbeli klubok edzőinek, újságíróknak és szurkolóknak a szavazatai alapján az orosz bajnokság legértékesebb játékosának is őt választották. 2021 augusztusában bejelentette, hogy szünetelteti pályafutását. 2022. március 15-én lépett pályára újra bajnoki mérkőzésen a CSZKA Moszkva ellen. Visszatérését 11 góllal tette emlékezetessé. A 2022-2023-as idényt megelőzően a norvég Vipers Kristiansand csapatához igazolt, amellyel bajnoki címet, kupagyőzelmet, valamint Bajnokok Ligája-győzelmet ünnepelhetett a szezon végén. A Ferencváros ellen 28–24-re megnyert döntőben hatszor volt eredményes.
2024 nyarára a norvég klub pénzügyi nehézségeit úgy orvoslta, hogy Vjahirevát a női mezőnyben rekordot jelentő 170 ezer euróért eladta a francia Brest Bretagne Handball csapatának.

### A válogatottban
Vjahireva játszott az orosz utánpótlás válogatottakban, 2011-ben ifjusági Európa-bajnok lett, majd tagja volt a 2013-as junior Európa-bajnokságon győztes válogatottnak is, amely a döntőben a magyar válogatottat győzte le. Ő lett ennek a tornának a legértékesebb játékosa. A 2014-es junior világbajnokságon a döntőben ő lőtte csapata legtöbb gólját, de a mérkőzést nem sikerült megnyerniük a dél-koreai válogatott ellen. A torna legjobb jobbszélsőjének választották és bekerült az All-Star csapatba is.
A felnőttek közt részt vett a 2015-ös világbajnokságon, ahol a góllövőlista harmadik helyén végzett. A válogatottal első nagy sikerét a 2016-os olimpián érte el, amelyen amellett, hogy az orosz válogatottal veretlenül nyerte meg a tornát, ő volt csapatának leggólerősebb játékosa, és a játékok legértékesebb játékosának is megválasztották.  Az olimpia után orosz állami kitüntetésben részesült, Vlagyimir Putyintól megkapta a Barátságért érdemrendet.
A 2018-as női kézilabda-Európa-bajnokságon, ahol 43 gólt szerzett, ezüstérmes lett a válogatottal, és újból őt választották a torna legértékesebb játékosának.
A 2019-es világbajnokságon bronzérmes volt az orosz csapat játékosaként. Az elődöntőben 11, a bronzmérkőzésen pedig kilenc gólt szerzett, emellett ő adta játékostársainak a legtöbb gólpasszt az egész torna mezőnyében és bekerült az All-Star csapatba is. A 2020-as Európa-bajnokságot hátsérülsé miatt kihagyni kényszerült. A 2021 nyarára halasztott 2020. évi nyári olimpiai játékokon ezüstérmet nyert az orosz válogatottal. Őt választották a torna MVP-jének. A döntő után úgy nyilatkozott, szeretné szüneteltetni pályafutását.

## Sikerei, díjai
Klubcsapatokkal

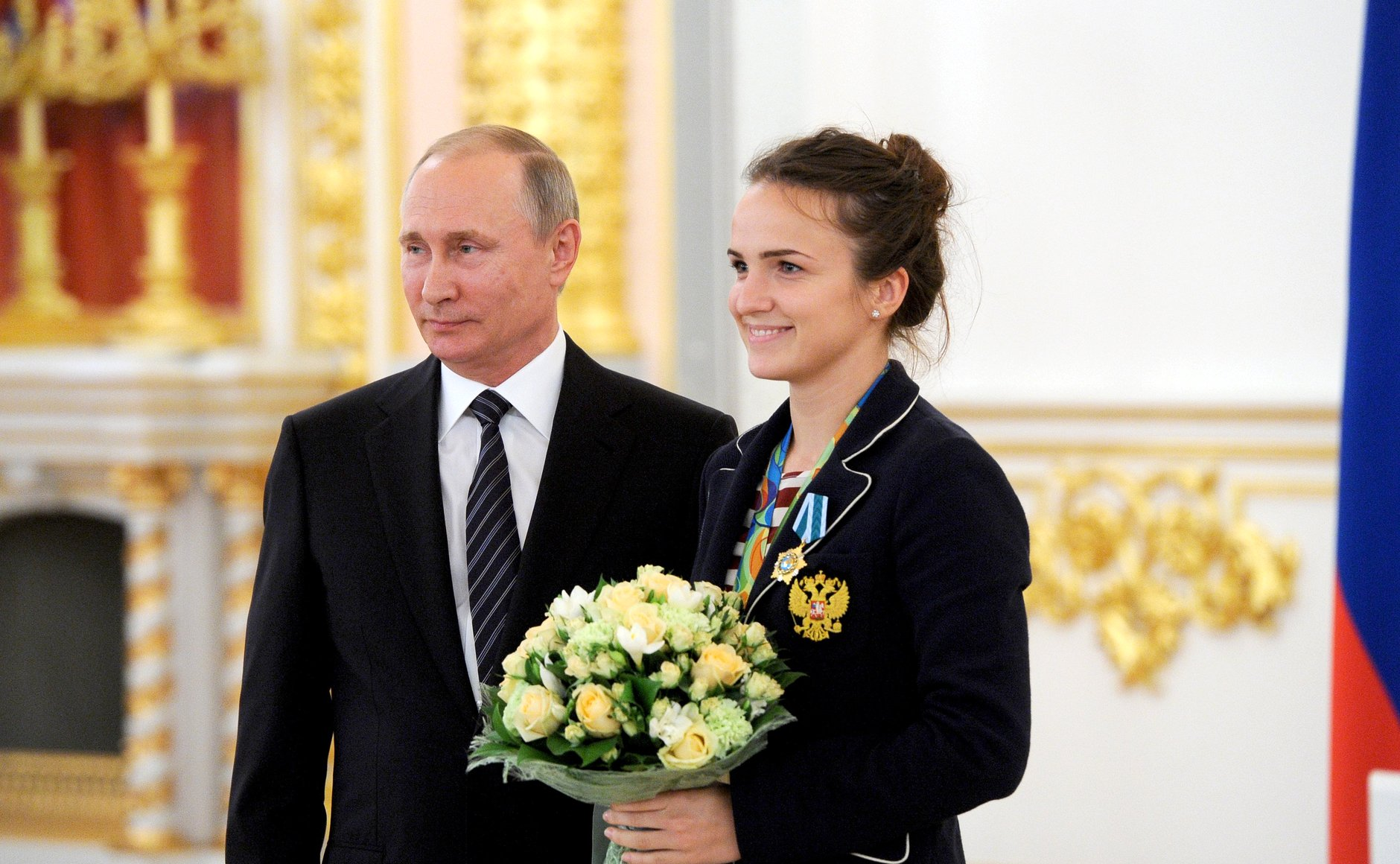
Vjahireva Vlagyimir Putyintól vehette át a Barátságért érdemrendet

- Orosz bajnokság győztese: 2016, 2017, 2018, 2019, 2020, 2022
- Orosz Kupa-győztes: 2014, 2017, 2018, 2019, 2020, 2021
- Norvég bajnokság győztese: 2023, 2024
- Norvég Kupa-győztes: 2023, 2024
- Bajnokok Ligája-győztes: 2023
- Bajnokok Ligája-döntős: 2019
- EHF-kupa-győztes: 2017
- Kupagyőztesek Európa-kupája-döntős: 2014

Egyéni elismerései
- A 2009-es ifjúsági Európa-bajnokság All-Star csapatának tagja
- A 2011-es ifjúsági Európa-bajnokság All-Star csapatának tagja
- A 2012-es junior világbajnokság All-Star csapatának tagja
- A 2012-es U18-as világbajnokság legértékesebb játékosa
- A 2014-es junior világbajnokság All-Star csapatának tagja
- A 2015-ös Møbelringen-kupa All-Star csapatának tagja[24]
- Az orosz bajnokság legértékesebb játékosa 2017-ben, 2018-ban, 2019-ben és 2020-ban[25][26]
- A 2016-os olimpia legértékesebb játékosa (MVP)[27][28]
- A 2018-as Európa-bajnokság legértékesebb játékosa
- A 2018-2019-es Bajnokok Ligája-szezon legértékesebb játékosa
- A 2019-es világbajnokság All-Star csapatának tagja[29]
- A 2020-as olimpia legértékesebb játékosa (MVP)
- Bajnokok Ligája gólkirálya: 2024[30]